# Conceição da Feira
Conceição da Feira é um município brasileiro do estado da Bahia, localizado na Região Metropolitana de Feira de Santana e ao Recôncavo Baiano.

## Economia
A economia da cidade é baseada na Avicultura, atividade econômica na qual se destaca no estado a ponto de ser conhecida como a Capital do Frango, só no ramo da Avicultura estão instaladas na cidade. Os principais comércios são a Panificadora Sampaio e entre outros tambem. Muitos produtores individuais na cidade prestam serviços a essas empresas. O comércio da cidade apesar de pequeno é bem diversificado, existem quatro grandes supermercados e outros menores, papelarias e lojas de móveis e eletrodomésticos que completam o comércio da cidade.
A feira livre realizada na cidade durante o dia de sábado, é fonte de emprego e renda para os pequenos produtores e feirantes da região e atraem muitas pessoas que compram tanto na feira livre quanto nos supermercados. O São João da cidade não traz muitos atrativos, ainda assim, atrai um número significativo de pessoas, principalmente os habitantes da Capital do estado que vêm aproveitar as festas juninas nas cidades do Recôncavo Baiano, como a "caminhada do jegue".
A Associação dos Engenheiros da Viação Férrea Federal Leste Brasileiro (Aelb-BA) estuda atualmente uma expansão do Trem Misto de Salvador até o município, para meados da década de 2020. O município havia sido incluído no roteiro do trem turístico Transbaião.

## Turismo
Os principais atrativos turísticos incluem as paisagens naturais da Serra da Putuma e do Rio Paraguaçu, com passeios de barco, e os patrimônios arquitetônicos da Igreja Matriz de Senhora da Conceição, Praça da Matriz, Praça da Bandeira e Conceição Velha.
O município também é conhecido pelo samba de roda e festejos tradicionais, como o São João, através do Arraiá do Xamengo.